# آس و پاس (فیلم ۱۹۱۷)
آس و پاس (انگلیسی: The Hobo) یک فیلم کمدی صامت کوتاه به کارگردانی آروید ئی. گیلستورم است که در سال ۱۹۱۷ منتشر شد. از بازیگران این فیلم می‌توان به اولیور هاردی، بیلی وست، باد راس و لئو وایت اشاره کرد.